# Футбольная федерация Сан-Марино
Футбольная федерация Сан-Марино (итал. Federazione Sammarinese Giuoco Calcio, FSGC) — руководящий орган футбола в Сан-Марино. Федерация организует Чемпионат Сан-Марино по футболу, Кубок Сан-Марино по футболу, Суперкубок Сан-Марино по футболу) и национальную сборную. Располагается в городе Сан-Марино.
Кроме того федерация помогает клубу «Сан-Марино Кальчо», играющему в Серии D, в четвёртом по силе дивизионе Чемпионата Италии.